# Адам Шафф
Адам Шафф (пол. Adam Schaff) — польський марксист. Офіційний ідеолог Польської об'єднаної робітничої партії. Почесний доктор Сорбонни і Мічиганського університету.

## Біографія
Адам Шафф народився 1913 року у Львові в асимільованій єврейській родині. 
З 1932 року член Комуністичної партії Польщі. Вивчав юриспруденцію та економіку в Школі політичних і економічних наук в Парижі (1936) і філософію в Польщі (1935). У 1945 отримав ступінь доктора філософських наук в Інституті філософії АН СРСР, в 1948 повернувся в Варшавський університет.
Після смерті Сталіна (1953 рік) зблизився зі школою Лешека Колаковського. У своїх роботах намагався збагатити марксизм критичною рецепцією логічних ідей А. Тарського, семантики, лінгвістичних ідей Е. Сепіра і Б. Уорфа, а також висхідними до екзистенціалізму (головним чином, до праць Ж. П. Сартра) концепціями свободи і автономії людської особистості. Вважав соціалізм невіддільним від демократичної організації суспільства. Пропонував вручити Войцеху Ярузельському Нобелівську премію миру.

## Публікації
Він був автором понад 30 наукових книг, написаних переважно французькою та німецькою мовами. Найвідоміші його роботи:
- Wstęp do teorii marksizmu. Zarys materializmu dialektycznego i historycznego, Spółdzielnia Wydawnicza "Książka", Warszawa 1948
- Filozofia człowieka. Marksizm a egzystencjonalizm
- Wstęp do semantyki (tłumaczona na kilkanaście języków)
- Język i poznanie
- Marksizm a jednostka ludzka
- Entfremdung als soziales Phänomen
- Komunistische Bewegung am Scheideweg
- Alienacja jako zjawisko społeczne, Książka i Wiedza, Warszawa 1999, ISBN 83-05-13097-5 (wcześniejsze wydania w j. niemieckim, angielskim i japońskim)
- Pora na spowiedź, Polska Oficyna Wydawnicza "BGW", Warszawa 1993, ISBN 83-7066-513-6 (біографічна)
- Notatki kłopotnika, BGW, Warszawa 1995, ISBN 83-7066-648-5
- Medytacje, Wydawnictwo Projekt, Warszawa 1997, ISBN 83-203-1243-7
- Próba podsumowania, Wydawnictwo Naukowe Scholar, Warszawa 1999, ISBN 83-87367-53-2 (біографічна)
- Książka dla mojej żony, Wydawnictwo JJK, Warszawa 2001, ISBN 83-913643-2-1 (біографічна)
- Jak układać i wygłaszać przemówienia, z serii "Biblioteczka pepeerowca", wykład wygłoszony w Centralnej Szkole PPR 1945-08-16, Spółdzielnia Wydawnicza "Książka", Warszawa 1945